# Sébastien Siani
Sébastien Siani (sinh 21 tháng 12 năm 1986) là một cầu thủ bóng đá Cameroon  hiện tại đang thi đấu cho câu lạc bộ Ajman của UAE.

## Sự nghiệp
Siani thi đấu 4 năm ở Kadji Sports Academy, trước khi chuyển đến Union Douala vào tháng 7 năm 2004.
Siani chuyển sang châu Âu thi đấu cho câu lạc bộ Anderlecht của Bỉ vào tháng 7 năm 2005 trước khi đến Zulte-Waregem một năm sau đó theo dạng cho mượn nửa năm. Mùa giải 2007–08, anh thi đấu trong một mùa giải theo dạng cho mượn tại Union SG. Một năm sau, anh ký hợp đồng với Sint-Truiden theo dạng cho mượn.
Vào ngày 11 tháng 7 năm 2018, Siani gia nhập câu lạc bộ Al Jazira của UAE.

## Sự nghiệp quốc tế
Siani sinh ra ở Sénégal có cha mẹ là người gốc Cameroon. Anh ra mắt đội tuyển quốc gia Cameroon trong trận giao hữu với Nigeria ngày 10 tháng 10 năm 2015.

### Bàn thắng quốc tế
Tỉ số và kết quả liệt kê bàn thắng của Cameroon trước.
| #  | Ngày                | Địa điểm                             | Đối thủ      | Tỉ số | Kết quả | Giải đấu           |
| -- | ------------------- | ------------------------------------ | ------------ | ----- | ------- | ------------------ |
| 1. | 26 tháng 3 năm 2016 | Sân vận động Limbe, Limbe, Cameroon  | Nam Phi      | 1–1   | 2–2     | Vòng loại CAN 2017 |
| 2. | 18 tháng 1 năm 2017 | Stade de l'Amitié, Libreville, Gabon | Guiné-Bissau | 1–1   | 2–1     | CAN 2017           |

## Danh hiệu

### Quốc tế
Cameroon
- Giải vô địch các quốc gia châu Phi (CAN): 2017